# Bóruma
Bóruma, auch Bórama ['boːrava] („Tribut“, „Abgabe in Rindern“) wird in mittelalterlichen irischen Quellen ein Tribut genannt, den die Provinz Leinster längere Zeit an Herrscher aus dem Geschlecht der Uí Néill habe zahlen müssen. Die Erzählung mit dem gleichlautenden Titel Bóruma/Bórama ist ein Teil des Historischen Zyklus'. Sie entstand vermutlich im 10./11. Jahrhundert aus einer Mischung aus Prosa sowie Versen und ist in zwei Fassungen im Lebor Laignech („Das Buch von Leinster“) und im Leabhar Buidhe Lecain („Das gelbe Buch von Lecan“) überliefert.

## Inhalt
Im 1. Jahrhundert zog der Uí-Néill-König Tuathal Techtmar ein Wergeld (éraic, auch Ehrenpreis, lóg n-enech) von den Königen von Leinster ein, Bórama genannt. Er begründete dies mit der Schuld am Tod seiner beiden Töchter. Wegen der Höhe der Sühnezahlungen kam es immer wieder zu blutigen Auseinandersetzungen.
Eine zentrale Figur in diesen über Generationen geführten Kämpfen war König Brian Boru von Munster, Brian Bóruma genannt (nach seinem Geburtsort, der beim Übergabeplatz des Tributes lag). Er ernannte sich zum Hochkönig und trug zum Sieg über die Uí Néill in der Schlacht von Clontarf bei, in der er allerdings selbst den Tod fand. 
Einer Legende zufolge soll der Heilige Moling Luachra mit einer List die Tributzahlungen im 7. Jahrhundert beendet haben. Es handelt sich um eine Mischung aus Geschichtsschreibung und Legende, und die Angaben über die Dauer der Bóruma sind in verschiedenen Versionen sehr unterschiedlich und auch ungenau angegeben.